# Мининское сельское поселение (Тюменская область)
Мининское се́льское поселе́ние — муниципальное образование в Исетском районе Тюменской области Российской Федерации.
Административный центр — село Минино.

## История
Статус и границы сельского поселения установлены Законом Тюменской области от 5 ноября 2004 года № 263 «Об установлении границ муниципальных образований Тюменской области и наделении их статусом муниципального района, городского округа и сельского поселения».

## Население
| 2010  | 2011  | 2012  | 2013  | 2014  | 2015  | 2016  |
| ----- | ----- | ----- | ----- | ----- | ----- | ----- |
| 1098  | →1098 | ↘1065 | ↘1044 | ↘1036 | ↗1058 | ↘1031 |
| 2017  | 2018  | 2019  | 2020  | 2021  |       |       |
| ↘1026 | ↘1006 | ↘998  | ↘990  | ↘932  |       |       |

## Состав сельского поселения
| № | Населённый пункт | Тип населённого пункта       | Население |
| - | ---------------- | ---------------------------- | --------- |
| 1 | Лога             | деревня                      | 193       |
| 2 | Минино           | село, административный центр | 766       |
| 3 | Онуфриево        | деревня                      | 139       |